# Ізяславська міська рада
Ізясла́вська міська́ ра́да — орган місцевого самоврядування Ізяславської міської громади Шепетівського району Хмельницької області. Розташована у місті Ізяслав.
Ізяславська міська рада має голову, апарат і виконавчий комітет — орган виконавчої влади і міську раду — орган законодавчий і контролюючий.
Міська рада складається з депутатів, наділених відповідно до закону правом представляти інтереси територіальної громади. Обирається мешканцями Ізяслава терміном на п'ять років.
Рада обирає постійні і тимчасові комісії, секретаря ради, утворює виконавчі органи — виконавчий комітет, апарат й інші виконавчі органи міської ради.
Міська рада проводить свою роботу сесійно. Сесія міської ради складається з пленарних засідань і засідань її постійних комісій.

## Склад ради
Рада складається з 26 депутатів та міського голови.
- Міський голова: Корнійчук Валентина Іванівна
- Секретар ради: Попко Наталія Анатоліївна

## Депутати, склад депутатських фракцій і постійних комісій
Депутатом міської ради може бути обраний громадянин України, що має право голосу. Повноваження депутата міської ради починаються з моменту офіційного оголошення територіальною виборчою комісією на сесії ради рішення про підсумки виборів та визнання повноважень депутата і закінчуються в день першої сесії ради нового скликання. Депутат (крім секретаря міської ради) повинен входити до складу однієї з постійних комісій міської ради.
Постійні комісії міської ради — органи, що обираються радою з-поміж її депутатів для вивчення, попереднього розгляду і підготовки питань, які належать до її відання, здійснення контролю за виконанням рішень ради, її виконавчого комітету. Постійні комісії обираються міською радою на строк її повноважень у складі голови і членів комісії. До складу комісій не можуть бути обрані міський голова, секретар міської ради.

### V скликання
Ізяславська міська рада V скликання налічувала 30 депутатів, обраних за представництвом політичних сил наступним чином:
- «Блок Юлії Тимошенко» — 9
- «Наша Україна» — 5
- Партія регіонів — 4
- Громадянський блок «Пора—ПРП» — 3
- Соціалістична партія України — 3
- Комуністична партія України — 2
- Українська народна партія — 2
- «Народний блок Литвина» — 2[1]

Функціонували шість постійних комісій:
- з питань регламенту, етики та депутатської діяльності;
- з питань планування бюджету;
- з питань промисловості, транспорту і зв'язку, житлово-комунального господарства;
- з питань управління власністю територіальної громади, землеустрою та приватизації;
- з питань освіти, охорони здоров'я, культури, спорту;
- з питань законності та правопорядку.

### VI скликання
За результатами місцевих виборів 2010 року Ізяславська міська рада VI скликання налічує 30 депутатів, обраних по багатомандатному і одномандатних виборчих округах. За представництвом політичних сил вони поділяються наступним чином:

#### За суб'єктами висування
| Суб'єкт висування                                                                    | Кількість обраних депутатів | %    |
| ------------------------------------------------------------------------------------ | --------------------------- | ---- |
| Політична партія Всеукраїнське об'єднання «Батьківщина»                              | 12                          | 40   |
| Партія регіонів                                                                      | 7                           | 23,3 |
| Політична партія Всеукраїнське об'єднання «Свобода»                                  | 2                           | 6,7  |
| Політична партія «Сильна Україна»                                                    | 2                           | 6,7  |
| Соціалістична партія України                                                         | 2                           | 6,7  |
| Єдиний Центр                                                                         | 1                           | 3,3  |
| Народна Екологічна партія                                                            | 1                           | 3,3  |
| Народна партія                                                                       | 1                           | 3,3  |
| Партія «Реформи і порядок»                                                           | 1                           | 3,3  |
| Політична партія «УДАР (Український Демократичний Альянс за Реформи) Віталія Кличка» | 1                           | 3,3  |

#### За округами
| № округу                                                                             | Прізвище, ім'я, по батькові      | Дата визнання обраним | Освіта             | Партійна приналежність                                                                     | Відомості про обраного депутата                                                                |
| ------------------------------------------------------------------------------------ | -------------------------------- | --------------------- | ------------------ | ------------------------------------------------------------------------------------------ | ---------------------------------------------------------------------------------------------- |
| Єдиний Центр                                                                         |                                  |                       |                    |                                                                                            |                                                                                                |
| 10                                                                                   | Куделюк Василь Васильович        | 02.11.2010            | вища               | позапартійний                                                                              | ПП «Експрес», експерт-оцінювач                                                                 |
| Народна Екологічна партія                                                            |                                  |                       |                    |                                                                                            |                                                                                                |
| 3                                                                                    | Гуменюк Валентин Володимирович   | 02.11.2010            | вища               | позапартійний                                                                              | приватний підприємець                                                                          |
| Народна Партія                                                                       |                                  |                       |                    |                                                                                            |                                                                                                |
| 15                                                                                   | Більовський Анатолій Миколайович | 02.11.2010            | вища               | член Народної партії                                                                       | Районна лікарня ветеринарної медицини, заступник начальника                                    |
| Партія регіонів                                                                      |                                  |                       |                    |                                                                                            |                                                                                                |
| б/м                                                                                  | Кирилюк Наталія Леонідівна       | 02.11.2010            | вища               | позапартійна                                                                               | Відділ освіти Ізяславської районної державної адміністрації, начальник                         |
| б/м                                                                                  | Притульський Петро Михайлович    | 02.11.2010            | вища               | член Партії регіонів                                                                       | Інспекція ДержТехНагляду Хмельницької ОДА в Ізяславському районі, головний державний інспектор |
| б/м                                                                                  | Сухораба Марія Василівна         | 02.11.2010            | вища               | член Партії регіонів                                                                       | Ізяславський НВК «Загальноосвітня школа I-III ст. № 2 — ліцей ім. М.Островського», вчитель     |
| б/м                                                                                  | Бадрах Віктор Юхимович           | 02.11.2010            | вища               | член Партії регіонів                                                                       | фізична особа-підприємець                                                                      |
| 2                                                                                    | Верболюк Дмитро Миколайович      | 02.11.2010            | вища               | член Партії регіонів                                                                       | приватний підприємець                                                                          |
| 5                                                                                    | Метельський Валерій Вікторович   | 02.11.2010            | вища               | член Партії регіонів                                                                       | Начальник дільниці служби маркетингу і збуту, ізяславський РЕМ                                 |
| 9                                                                                    | Ковальчук Володимир Віталійович  | 02.11.2010            | вища               | член Партії регіонів                                                                       | пенсіонер                                                                                      |
| Партія «Реформи і порядок»                                                           |                                  |                       |                    |                                                                                            |                                                                                                |
| 11                                                                                   | Корнійчук Валентина Іванівна     | 02.11.2010            | вища               | позапартійна                                                                               | Заступник міського голови з питань діяльності виконкому, ізяславська міська рада               |
| Політична партія Всеукраїнське об'єднання «Батьківщина»                              |                                  |                       |                    |                                                                                            |                                                                                                |
| б/м                                                                                  | Калитюк Валерій Дмитрович        | 02.11.2010            | вища               | член Всеукраїнського об'єднання «Батьківщина»                                              | ТОВ «Меркурій», головний бухгалтер                                                             |
| б/м                                                                                  | Кушнір Людмила Миколаївна        | 02.11.2010            | вища               | член Всеукраїнського об'єднання «Батьківщина»                                              | Ізяславська районна рада, помічник-консультант НДУ Кравчука В. П.                              |
| б/м                                                                                  | Демчук Віктор Ксенофонтович      | 02.11.2010            | вища               | член Всеукраїнського об'єднання «Батьківщина»                                              | пенсіонер                                                                                      |
| б/м                                                                                  | Власюк Сергій Миколайович        | 02.11.2010            | вища               | член Всеукраїнського об'єднання «Батьківщина»                                              | приватний підприємець                                                                          |
| б/м                                                                                  | Білоус Ігор Георгійович          | 02.11.2010            | вища               | член Всеукраїнського об'єднання «Батьківщина»                                              | ПП «Фаворит», директор                                                                         |
| б/м                                                                                  | Кузьмук Світлана Григорівна      | 02.11.2010            | вища               | член Всеукраїнського об'єднання «Батьківщина»                                              | Управління ПФУ в Ізяславському районі, заступник начальника управління                         |
| б/м                                                                                  | Валігура Алла Миколаївна         | 02.11.2010            | вища               | член Всеукраїнського об'єднання «Батьківщина»                                              | пенсіонер                                                                                      |
| б/м                                                                                  | Попко Наталія Анатоліївна        | 02.11.2010            | вища               | член Всеукраїнського об'єднання «Батьківщина»                                              | Відділ ДВС Ізяславського РУЮ, заступник начальника                                             |
| 1                                                                                    | Петренко Олександр Валерійович   | 02.11.2010            | вища               | член Всеукраїнського об'єднання «Батьківщина»                                              | ПП «Тетяна», директор                                                                          |
| 4                                                                                    | Ярова Наталія Вікторівна         | 02.11.2010            | вища               | член Всеукраїнського об'єднання «Батьківщина»                                              | Ізяславська ЦРЛ, лікар-педіатр                                                                 |
| 6                                                                                    | Малецький Олександр Миколайович  | 02.11.2010            | вища               | член Всеукраїнського об'єднання «Батьківщина»                                              | пенсіонер                                                                                      |
| 14                                                                                   | Васькевич Любов Семенівна        | 02.11.2010            | вища               | член Всеукраїнського об'єднання «Батьківщина»                                              | Ізяславська ЦРЛ, лікар — офтальмолог                                                           |
| Політична партія Всеукраїнське об'єднання «Свобода»                                  |                                  |                       |                    |                                                                                            |                                                                                                |
| б/м                                                                                  | Самосюк Олексій Миколайович      | 02.11.2010            | середня            | член Всеукраїнського об'єднання «Свобода»                                                  | приватний підприємець                                                                          |
| б/м                                                                                  | Кузьмук Сергій Олександрович     | 02.11.2010            | середня спеціальна | член Всеукраїнського об'єднання «Свобода»                                                  | приватний підприємець                                                                          |
| Політична партія «Сильна Україна»                                                    |                                  |                       |                    |                                                                                            |                                                                                                |
| б/м                                                                                  | Ляшук Наталія Владиславівна      | 02.11.2010            | вища               | член Політичної партії «Сильна Україна»                                                    | Комунальне підприємство «Ізяславська між лікарняна аптека», завідувачка аптеки                 |
| 12                                                                                   | Романюк Олег Володимирович       | 02.11.2010            | вища               | член Політичної партії «Сильна Україна»                                                    | Державне підприємство «Ізяславське лісове господарство», юрисконсульт                          |
| Політична партія «УДАР (Український Демократичний Альянс за Реформи) Віталія Кличка» |                                  |                       |                    |                                                                                            |                                                                                                |
| 13                                                                                   | Буняк Ігор Миколайович           | 02.11.2010            | вища               | член Політичної партії «УДАР (Український Демократичний Альянс за Реформи) Віталія Кличка» | Ветеринарна аптека, директор                                                                   |
| Соціалістична партія України                                                         |                                  |                       |                    |                                                                                            |                                                                                                |
| 7                                                                                    | Тележинський Василь Іванович     | 02.11.2010            | вища               | член Соціалістичної партії України                                                         | пенсіонер                                                                                      |
| 8                                                                                    | Панасій Володимир Вікторович     | 10.09.2012            | вища               | позапартійний                                                                              | Ізяславська вечірня школа II-III ст., вчитель                                                  |

### Секретарі міської ради
З-поміж депутатів міської ради, за пропозицією міського голови, на строк повноважень ради обирається секретар міської ради.
- Фіялко Оксана Антонівна (2006–2010)
- Корнійчук Валентина Іванівна (2010—)

## Міський голова

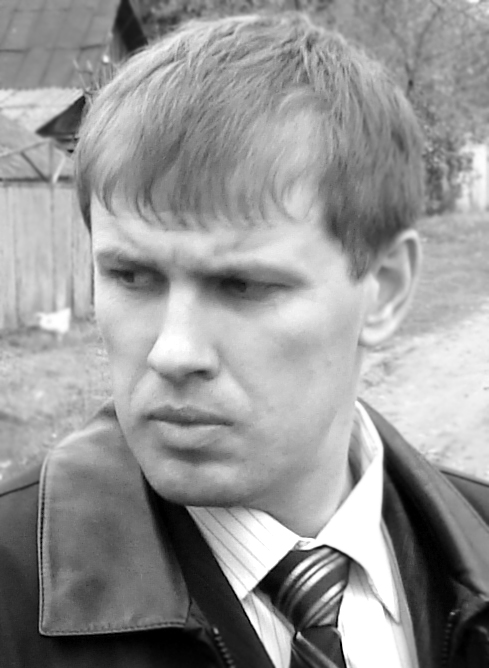
Ігор Кондратюк, Ізяславський міський голова (2006–2010)

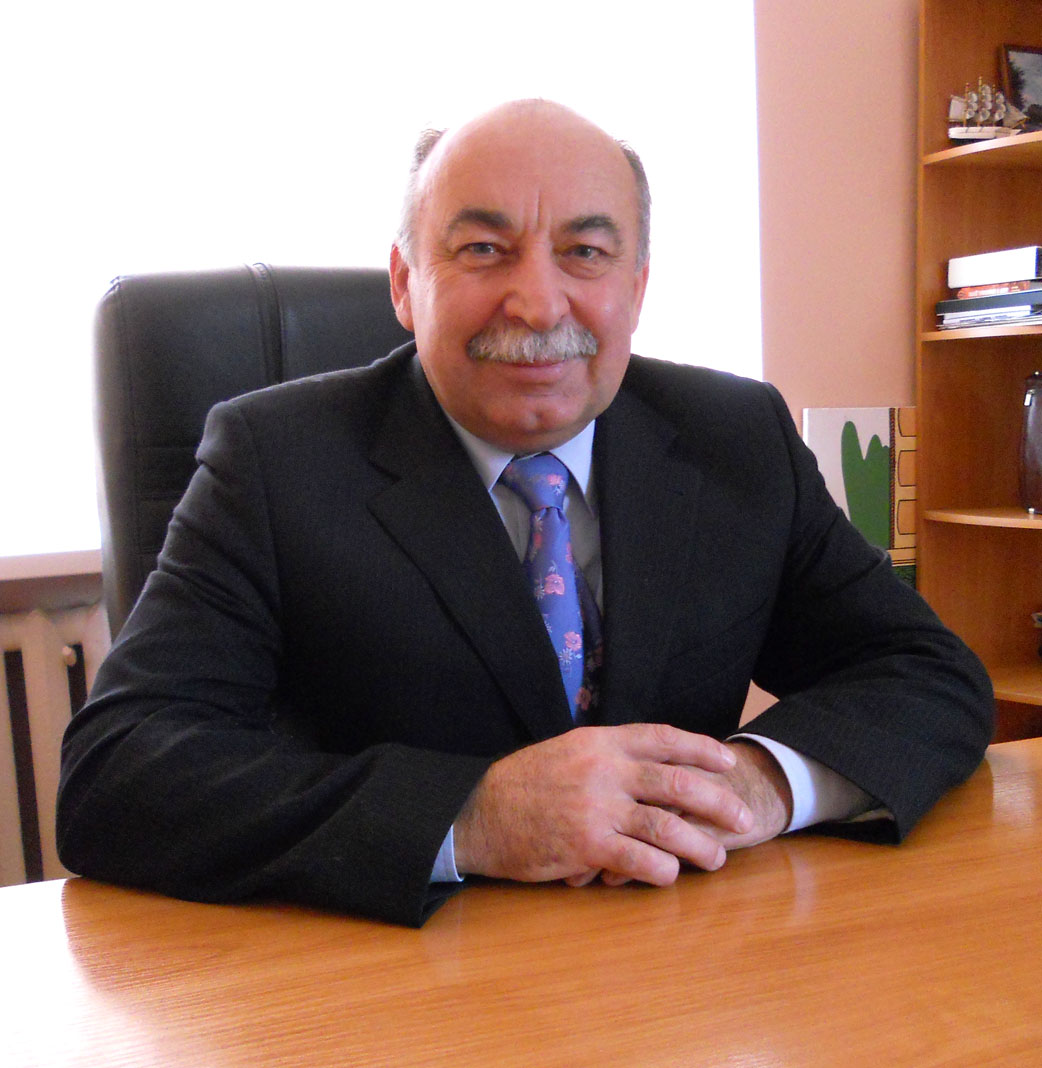
Валентин Паньковський, Ізяславський міський голова (2010–2015)

Міський голова є головною посадовою особою територіальної громади, що представляє її інтереси, обирається на чотири роки та здійснює свої повноваження на постійній основі. Він очолює виконавчий комітет міської ради, головує на засіданнях міської ради.

### Керівний склад попередніх скликань (з 1991року)
| Прізвище, ім'я, по батькові         | Основні відомості | Дата обрання | Дата звільнення |
| ----------------------------------- | --- | ------------ | --------------- |
| Побережний Анатолій Іванович        | обраний міським головою на першій сесії Ізяславської міської ради І демократичного скликання | 1990         | 1991            |
| Ткаченко Олег Валентинович          | Міський голова | 1992         | 1998            |
| Дженджера Ігор Володимирович        | був міським головою два терміни поспіль | 1998         | 2006            |
| Кондратюк Ігор Дмитрович            | Міський голова, 1974 року народження, член Партії «Реформи і порядок», обирався від Громадянського блоку «Пора—ПРП». З 2009 року член партії «Єдиний центр». До особистих зацікавлень належить нумізматика | 26.03.2006   | 31.10.2010      |
| Паньковський Валентин Станіславович | Міський голова, 1948 року народження, освіта вища, безпартійний. Висунутий Ізяславською районною організацією ВО «Батьківщина». Народився в 1948 році в селі Лютарка Ізяславського району. В 1973 році закінчив КПІ за спеціальністю «Електричні машини і апарати». Працював начальником виробництва ЗВК №58. В 1996 році заснував і очолив ТОВ «Бартнік» | 31.10.2010   | 2015            |

Примітка: таблиця складена за даними сайту Верховної Ради України із доповненнями

## Виконавчий комітет
Виконавчий комітет — є виконавчим органом міської ради, який утворюється радою на термін її повноважень. Очолює його міський голова. Кількісний склад виконавчого комітету визначається міською радою, а персональний — затверджується міською радою за пропозицією міського голови. До складу виконавчого комітету входять: міський голова, секретар міської ради, перший заступник міського голови, заступники міського голови, керуючий справами виконкому міської ради, а також інші особи.

### Склад виконавчого комітету
Виконавчий комітет міської ради формується на строк повноважень міської ради. Після закінчення терміну повноважень міської ради, а також у випадку дострокового припинення її повноважень, виконавчий комітет міської ради здійснює свою діяльність до сформування нового складу виконавчого комітету.

#### Склад виконавчого комітету Ізяславської міської ради VII скликання (11 осіб)
- Корнійчук Валентина Іванівна, міський голова;
- Андрійчук Віталій Іванович, заступник міського голови;
- Калитюк Любов Павлівна, заступник міського голови;
- Попко Наталія Анатоліївна, секретар міської ради;
- Цись Олександр Васильович, керуючий справами (секретар) виконкому міської ради;
- Кушнірук Ірина Володимирівна, голова райкому профспілки працівників освіти;
- Прокопець Валентина Іванівна, начальник комунального підприємства «Ізяславське районне бюро технічної інвентаризації»;
- Радкевич Ганна Володимирівна, головний економіст комунального підприємства «Ізяславтепломережа»;
- Курельчук Петро Іванович, директор державного підприємства «Ізяславське лісове господарство»;
- Мартинюк Анатолій Андрійович, лікар Ізяславської центральної районної лікарні;
- Франков Сергій Іванович, завідувач сектору містобудування, архітектури та будівництва Ізяславської районної державної адміністрації.

## Апарат
Апарат Ізяславської міської ради налічує 16 працівників: міський голова, два заступники міського голови, секретар міської ради, керуючий справами (секретар) виконкому, два начальники відділів, шість спеціалістів, секретар-друкарка, водій, прибиральниця.

## Міські комунальні підприємства (установи, заклади)
- Комунальне підприємство «Ізяславтепломережа»;
- Комунальне підприємство «Ізяславводоканал»;
- Комунальне підприємство «Житлосервіс»;
- Комунальне підприємство «Комуненерго»;